# Oxford Saints
Gli Oxford Saints sono una squadra di football americano, di Oxford, in Inghilterra; fondati nel 1983 col nome di Oxford Eagles, l'anno successivo furono ridenominati Oxford Bulldogs. Nel 1992 cambiarono nuovamente nome in Oxford Saints.
Hanno vinto 3 Britbowl di terzo livello, validi anche come titoli nazionali dello stesso livello.

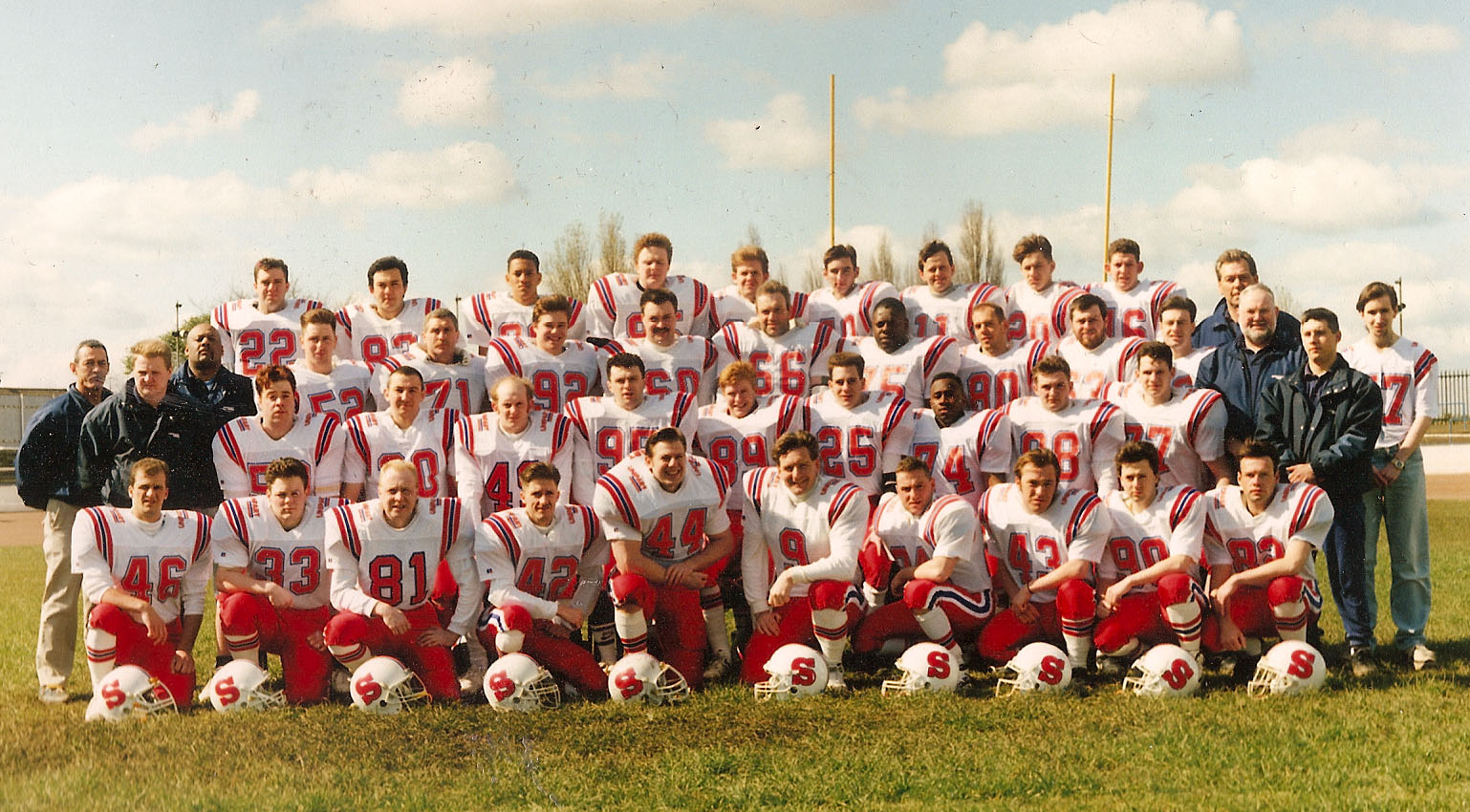
La squadra del 1994
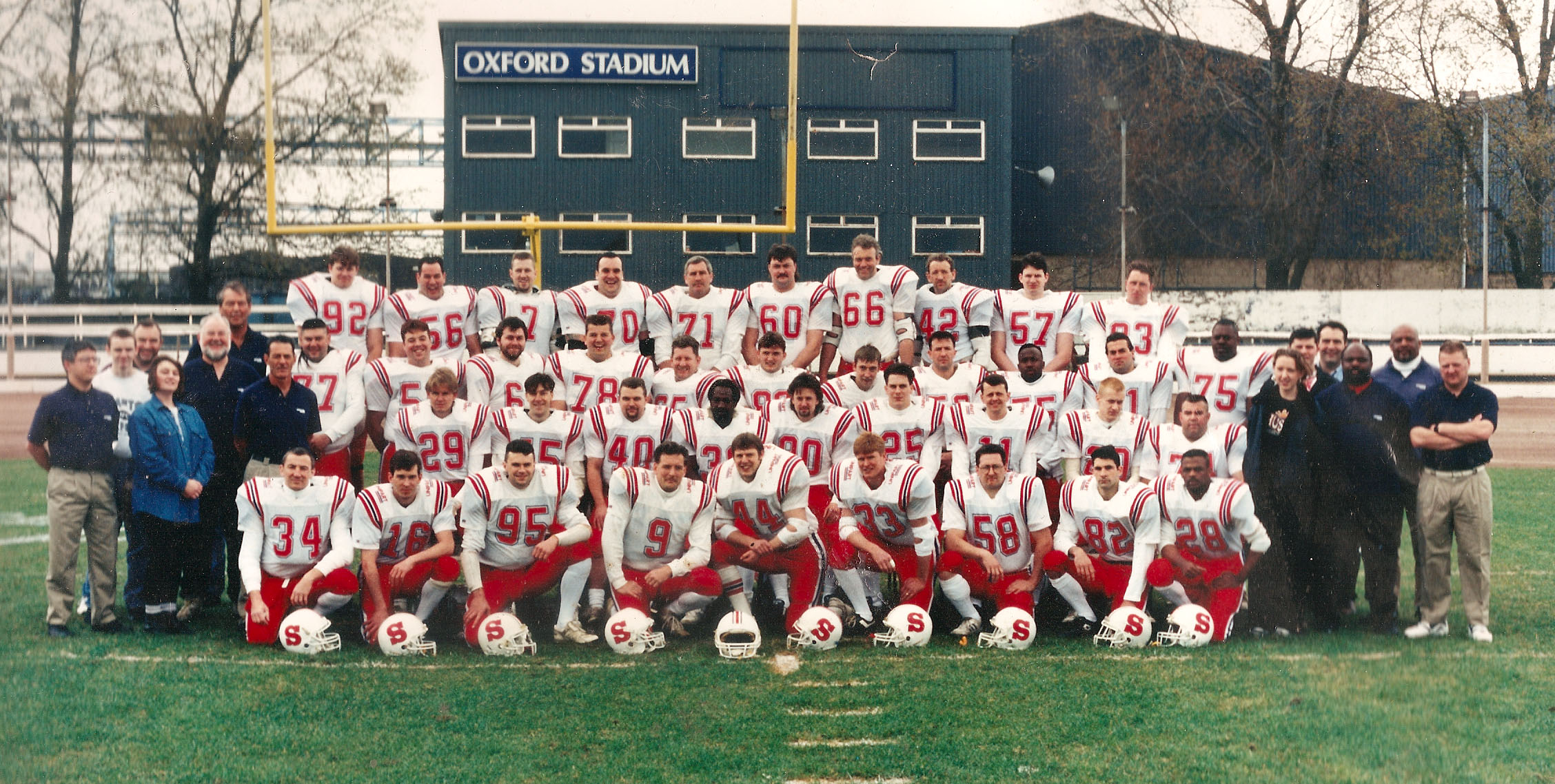
La squadra del 1995

## Dettaglio stagioni

### Amichevoli
| Stagione | Vin | Par | Per | Tot | PF | PS | avversaria                  |
| -------- | --- | --- | --- | --- | -- | -- | --------------------------- |
| 1994     | 0   | 0   | 1   | 1   | 10 | 26 | Gran Bretagna universitaria |
| Totale   | 0   | 0   | 1   | 1   | 10 | 26 |                             |

### Tornei nazionali

#### Campionato

##### Tabella 1984
| Stagione | regular season | regular season | regular season | regular season | regular season | regular season | playoff | playoff | playoff | playoff | playoff | playoff   | playoff    |
|          | Vin            | Par            | Per            | Tot            | PF             | PS             | Vin     | Per     | Tot     | PF      | PS      | risultato | avversaria |
| -------- | -------------- | -------------- | -------------- | -------------- | -------------- | -------------- | ------- | ------- | ------- | ------- | ------- | --------- | ---------- |
| 1984     | 3              | 0              | 0              | 3              | ?              | ?              | -       | -       | -       | -       | -       | -         | -          |
| Totale   | 3              | 0              | 0              | 3              | ?              | ?              | -       | -       | -       | -       | -       |           |            |

Fonti: Enciclopedia del Football - A cura di Massimo Mezzetti

##### Budweiser League Premier Division/BAFA NL National/BAFA NL Division One
| Stagione | regular season | regular season | regular season | regular season | regular season | regular season | playoff | playoff | playoff | playoff | playoff | playoff          | playoff       |
|          | Vin            | Par            | Per            | Tot            | PF             | PS             | Vin     | Per     | Tot     | PF      | PS      | risultato        | avversaria    |
| -------- | -------------- | -------------- | -------------- | -------------- | -------------- | -------------- | ------- | ------- | ------- | ------- | ------- | ---------------- | ------------- |
| 1987     | 8              | 0              | 2              | 10             | 319            | 71             | 0       | 1       | 1       | 14      | 46      | Quarti di finale | Leeds Cougars |
| 2014     | 7              | 0              | 3              | 10             | 247            | 139            | -       | -       | -       | -       | -       | -                |               |
| 2017     | 5              | 0              | 5              | 10             | 208            | 190            | -       | -       | -       | -       | -       | -                | -             |
| 2018     | 4              | 1              | 5              | 10             | 232            | 245            | -       | -       | -       | -       | -       | -                | -             |
| 2022     | 2              | 1              | 7              | 10             | 141            | 230            | -       | -       | -       | -       | -       | -                | -             |
| Totale   | 26             | 2              | 22             | 50             | 1147           | 875            | 0       | 1       | 1       | 14      | 46      |                  |               |

Fonti: Enciclopedia del Football - A cura di Massimo Mezzetti

##### Sapphire Series Division Two
| Stagione | regular season | regular season | regular season | regular season | regular season | regular season | playoff | playoff | playoff | playoff | playoff | playoff   | playoff    |
|          | Vin            | Par            | Per            | Tot            | PF             | PS             | Vin     | Per     | Tot     | PF      | PS      | risultato | avversaria |
| -------- | -------------- | -------------- | -------------- | -------------- | -------------- | -------------- | ------- | ------- | ------- | ------- | ------- | --------- | ---------- |
| 2017     | 3              | 0              | 3              | 6              | 170            | 202            | -       | -       | -       | -       | -       | -         | -          |
| Totale   | 3              | 0              | 3              | 6              | 170            | 202            | -       | -       | -       | -       | -       |           |            |

Fonti: Enciclopedia del Football - A cura di Massimo Mezzetti

##### BAFA NL Division Two
| Stagione | regular season | regular season | regular season | regular season | regular season | regular season | playoff | playoff | playoff | playoff | playoff | playoff                              | playoff             |
|          | Vin            | Par            | Per            | Tot            | PF             | PS             | Vin     | Per     | Tot     | PF      | PS      | risultato                            | avversaria          |
| -------- | -------------- | -------------- | -------------- | -------------- | -------------- | -------------- | ------- | ------- | ------- | ------- | ------- | ------------------------------------ | ------------------- |
| 2015     | 6              | 0              | 2              | 8              | 280            | 211            | 0       | 1       | 1       | 13      | 50      | Quarti di finale Southern Conference | Sussex Thunder      |
| 2016     | 10             | 0              | 0              | 10             | 394            | 90             | 3       | 0       | 3       | 104     | 24      | Campioni Southern Conference         | Cambridgeshire Cats |
| Totale   | 16             | 0              | 2              | 18             | 674            | 301            | 3       | 1       | 4       | 117     | 74      |                                      |                     |

Fonti: Enciclopedia del Football - A cura di Massimo Mezzetti

##### Sapphire Series Division 2B
| Stagione | regular season | regular season | regular season | regular season | regular season | regular season | playoff | playoff | playoff | playoff | playoff | playoff     | playoff     |
|          | Vin            | Par            | Per            | Tot            | PF             | PS             | Vin     | Per     | Tot     | PF      | PS      | risultato   | avversaria  |
| -------- | -------------- | -------------- | -------------- | -------------- | -------------- | -------------- | ------- | ------- | ------- | ------- | ------- | ----------- | ----------- |
| 2018     | 3              | 0              | 1              | 4              | 122            | 55             | 2       | 0       | 2       | 83      | 24      | Campionesse | Kent Exiles |
| Totale   | 3              | 0              | 1              | 4              | 122            | 55             | 2       | 0       | 2       | 83      | 24      |             |             |

Fonti: Enciclopedia del Football - A cura di Massimo Mezzetti

### Riepilogo fasi finali disputate
| Anno              | Luogo   | Evento                            | Fase del torneo                      | Incontro                            | Risultato |
| 16 agosto 1987    | Bramley | Budweiser League Premier Division | Semifinale                           | Leeds Cougars - Oxford Bulldogs     | 46 - 14   |
| 23 agosto 2015    |         | BAFA NL Division Two              | Quarti di finale Southern Conference | Sussex Thunder - Oxford Saints      | 50 - 13   |
| 11 settembre 2016 |         | BAFA NL Division Two              | Finale Southern Conference           | Oxford Saints - Cambridgeshire Cats | 24 - 2    |
| 17 marzo 2018     | Oxford  | Sapphire Series Division 2B       | Finale                               | Kent Exiles - Oxford Saints         | 18 - 42   |

## Palmarès
- 2 Britbowl di terzo livello[3] (1995, 2006)
- 1 Sapphire Series Division 2B (2018)